# Tony Hurel
Tony Hurel (* 1. November 1987 in Lisieux) ist ein ehemaliger französischer Radrennfahrer und aktueller Sportlicher Leiter.

## Karriere
Tony Hurel gewann 2005 in der Juniorenklasse die Gesamtwertung bei der Ronde des Vallées. Im Erwachsenenbereich gewann Hurel 2007 eine Etappe  der Tour de la Nouvelle-Caledonie und 2008 die Gesamtwertung der Vuelta a Madrid Sub 23. 2009 gewann Hurel den Circuit de la Vallée de la Loire, eine Etappe bei der Tour de Martinique und die Trophée des Champions.
2011 erhielt Hurel beim ProTeam Europcar, bei dem er in den beiden vorausgegangenen Jahren als Stagiaire fuhr, einen Profivertrag. 2012 errang seinen ersten Sieg als Profi bei La Poly Normande. 2014 bis 2016 bestritt er für sein Team dreimal eine Grand Tour, wovon er beim Giro d’Italia 2014 mit dem 143. Platz das beste Ergebnis in der Gesamtwertung erzielte. Im Jahr 2017 gewann Hurel eine Etappe der La Tropicale Amissa Bongo, der zweite Sieg seiner Karriere.
Zur Saison 2018 war geplant, dass Hurel zum Team Armée de terre wechselt. Nachdem das französische Verteidigungsministerium erst im November 2017 bekannt gab, das Team nicht fortzuführen, blieb Hurel ohne neuen Vertrag und kam kurzfristig bei Stéphane Heulot im Team Sojasun Espoirs unter. 2018 gewann er dann je eine Etappe der Tour du Loir-et-Cher und der Tour de Bretagne. 
In der Folgesaison wurde Hurel Mitglied im französischen UCI Continental Team St. Michel-Auber 93, bei dem er vier Jahre als Aktiver blieb. Sein einziger zählbarer Erfolg für das team blieb der Gewinn der Sprintwertung bei der Tour du Limousin 2020. Im Oktober 2022 erklärte Hurel den Rücktritt vom aktiven Radsport zum Ende der Saison. 2023 wechselte er als Sportlicher Leiter in das Management seines Teams.

## Erfolge
2009
- eine Etappe Tour de Martinique
- Trophée des Champions

2012
- La Poly Normande

2017
- eine Etappe La Tropicale Amissa Bongo

2018
- eine Etappe Tour du Loir-et-Cher
- eine Etappe Tour de Bretagne

2020
- Sprintwertung Tour du Limousin

## Grand-Tour-Platzierungen
| Grand Tour            | 2014 | 2015 | 2016 |
| --------------------- | ---- | ---- | ---- |
| Giro d’ItaliaGiro     | 134  | –    | –    |
| Tour de FranceTour    | –    | –    | –    |
| Vuelta a EspañaVuelta | –    | 145  | DNF  |